# Otjozondjupa
Otjozondjupa est l'une des quatorze régions administratives de la Namibie. Le Parc national de Waterberg s'y situe.
Grootfontein, Otavi, Otjiwarongo, et Okahandja, les quatre villes principales, sont reliées par chemin de fer et par la route principale principale allant du sud au nord. Les systèmes de communication entre ces secteurs sont également d'un niveau élevé.
Les activités agricoles d'Okahandja et d'Otjiwarongo sont connues pour l'élevage de bétail. Les zones d'Otavi et de Grootfontein, et à un moindre degré aussi Otjiwarongo, sont le grenier de la Namibie. La région a également un grand potentiel pour établir des industries liées aux industries agro-alimentaires.
Dans sa partie orientale, Otjozondjupa est frontalière de la zone du nord-ouest du Botswana.